# 阿提族

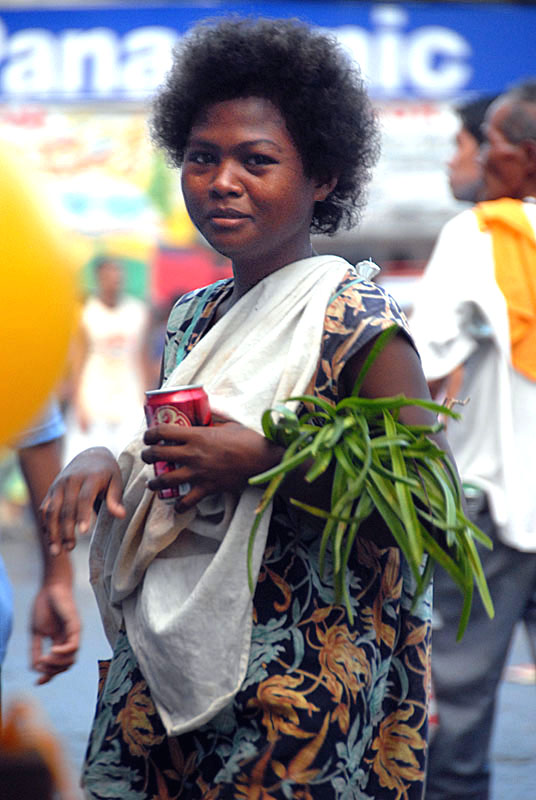

阿提族，是菲律賓班乃岛的矮黑人族群。人口估計2,000人。

## 历史
他們和阿埃塔人是菲律賓的第一批居民，於兩三萬年前從婆羅洲經陸橋來到菲律賓，後被南島民族擠壓至内陸。

## 語言
不同於阿埃塔人，阿提族仍保留自己的語言——伊納蒂語。伊納蒂語屬於南島語系馬來-玻里尼西亞語族。1980年代仍有1500人使用伊納蒂語。

## 宗教
阿提族的泛靈信仰認為有好與壞的精靈。他們認為山、河、海、天也有靈魂，但也有些人信仰基督教。

## 服裝
直到不久前，阿提族的服装很簡單，女人穿草織短裙上身赤裸，男人則只穿兜襠布。但現在已與一般人分别不大。

## 移動性
阿提族傳統上屬於狩獵採集民族，流徙不定。現代多定居一地，男性在甘蔗園充當替工。